# Birger Carlson
Oscar Birger Carlson, född 13 september 1873 i Sicklaö, död 27 augusti 1928 i Oscars församling, Stockholm, var en svensk industriman och kemiingenjör, son till Oscar Carlson.
Carlson avlade studentexamen i Stockholm 1892, utexaminerades från Kungliga Tekniska högskolans kemisk-tekniska avdelning 1896, studerade vid Technische Hochschule i Charlottenburg 1897–98, var assistent i elektrokemi där 1898, avdelningschef hos Degussa, Frankfurt am Main, för laboratoriet för sällsynta metaller 1898 och för karbidfabriksbyggnadsavdelningen och elektriska ugnar 1899–1900.
Carlson blev 1900 ingenjör, 1909 överingenjör och 1911 disponent vid Stockholms Superfosfat Fabriks AB:s filial Månsbo, var 1916–21 verkställande direktör för bolaget och därefter verksam som konsulterande ingenjör och ledamot i styrelserna för ett stort antal industriföretag.
1917 var Carlsson en av initiativtagarna till Aktiebolaget Svensk färgämnesindustri. Vid likvidationen 1920 var han en av de styrelseledamöter som ej beviljades ansvarsfrihet.
Carlson uppfann metoder för tillverkning av karbid, klorat, perklorat, kalkkväve med mera och publicerade ett stort antal uppsatser och avhandlingar i tekniska och nationalekonomiska ämnen. Han invaldes 1918 som ledamot av Lantbruksakademien och 1919 som ledamot av Ingenjörsvetenskapsakademien.
Birger Carlson är begravd på Nacka norra kyrkogård.